# Jakob Törnsköld
Jakob Törnsköld, eller Törnesköld, född 10 juli 1613 i Vadstena församling, Östergötland, död 1674, var en svensk adelsman och landshövding.

## Biografi
Jakob Törnsköld föddes 1613 i Vadstena församling. Han var son till assessorn Peder Törnsköld och Brita Clemensdotter. Törnsköld blev student vid Uppsala universitet 1625 och senare kanslist i kungliga kansliet 7 maj 1638. Han blev senare aktuarie vid kansliet, och därefter sekreterare. Törnsköld var 1648 kommissarie för Livland, 1651 krigskommissarie för Livland och senare samma år krigskommissarie för Finland. Han blev landshövding i Kexholms län 22 oktober 1652 och senare landshövding i Viborgs och Nyslotts län 22 oktober 1658. Törnsköld avled 1674. Den 1 september 1676 gjordes en gravöppning för Törnskölds skull i Sankt Jacobs kyrka i Stockholm. Men hans kista finns i Värmdö kyrka.
Sekreterare till Ukraina och den kosackske fältherren Bogdan Chmelnicki 1656.
Törnsköld ägde gårdarna Rundstorp och Tångestad i Kimstads socken och Brunn och Ramsö i Värmdö socken.

## Familj
Törnsköld gifte sig första gången 24 september 1644 i Norrköping med Christina Trana (1629–1650), dotter till generalkrigskommissarien Erik Trana och Margareta Eketrä. De fick tillsammans barnen Margareta Törnsköld (född 1645) som var gift med assessorn Johan Appelgren, studenten Per Törnsköld (död 1681), Christina Törnsköld (född 1650) och Birgitta Törnsköld (1650–1681).
Törnsköld gifte sig andra gången 1 oktober 1659 i Sankt Nikolai församling, Stockholm med Brita Appelgren (död 1706), dotter till presidenten Johan Appelgren och Elsa Tungel. De fick tillsammans barnen Elsa Christina Törnsköld, överstelöjtnanten Jakob Johan Törnsköld (1663–1708) vid Östgöta infanteriregemente, Vendla Catharina Törnsköld (1665–1729) som var gift med överstelöjtnanten Hans Skytte, Brita Dorotea Törnsköld som var gift med majoren Johan Kruuse af Verchou och envoyén Carl Törnsköld (1670–1736).